# Peter Mgangira
Peter Mgangira (ur. 6 października 1980 w Lilongwe) – malawijski piłkarz grający na pozycji środkowego pomocnika.

## Kariera klubowa
Karierę piłkarską Mgangira rozpoczął w klubie CivO United. W 1999 roku zadebiutował w jego barwach w pierwszej lidze Malawi. W 2001 roku odszedł do Silver Stars. W latach 2003–2004 był wypożyczony do południowoafrykańskiego zespołu Jomo Cosmos FC z Johannesburga. W 2007 roku wraz z Silver Stars zdobył FAM Cup, a w sezonach 2008, 2009/2010, 2011/2012 i 2012/2013 wywalczył cztery mistrzostwa Malawi.

## Kariera reprezentacyjna
W reprezentacji Malawi Mgangira zadebiutował 24 kwietnia 1999 roku w przegranym 1:2 meczu Pucharu COSAFA 2019 z Angolą, rozegranym w Blantyre. W 2010 roku w Pucharze Narodów Afryki 2010 był rezerwowym i nie rozegrał żadnego spotkania. Od 1999 do 2010 wystąpił w kadrze narodowej 36 razy i strzelił 2 gole.